# فيليبا من لوكسمبورغ
فيليبا دي لوكسمبورغ (1252 - 6 أبريل 1311)؛ هي ابنة هنري الأشقر كونت لوكسمبورغ ومارغريت دي بار، تزوجت من جان الثاني كونت هولندا، أنجبت له تسعة أبناء من بينهم في المستقبل كونت هينو وهولندا فيليم الأول هو والد فيليم الثاني كونت هينو (فيليم الرابع كونت هولندا)، ومارغريت الثانية، كونتيسة هينو وأيضا (مارغريت الأولى، كونتيسة هولندا) وأيضا إمبراطورة الرومانية المقدسة بزواجها من لودفيغ الرابع، وفيليبا ملكة إنجلترا بزواجها من إدوارد الثالث.